# Palazzo Sponza
Il Palazzo Sponza è uno storico edificio di Ragusa di Dalmazia.

## Storia
La crescita economica della Repubblica di Ragusa spinse le autorità a intraprendere la costruzione di un unico e più grande edificio atto a ospitare gli uffici della dogana e i connessi magazzini. Alcuni atti pubblici del 1513 confermano che vi fossero piani circa la realizzazione di un tale edificio. L'incarico di progettare il nuovo edificio venne affidato al capo architetto della repubblica, Paskoje Miličević, ma questi morì prima dell'ultimamento dei lavori, protrattisi dal 1516 al 1522. Diversamente da molti altri edifici della città, il Palazzo Sponza superò intatto il grande terremoto di Ragusa del 1667.
A partire dalla sua costruzione nel XVI secolo, il palazzo ha svolto nel tempo una gran varietà di funzioni. Tra gli altri, ha funto da casa doganale, banca, zecca e scuola. Dal 1950 ospita invece gli archivi della città di Ragusa. Questi archivi racchiudono anche gli Archivi di Stato dell'antica Repubblica di Ragusa.

## Descrizione
L'edificio presenta uno stile che coniuga elementi gotici e rinascimentali. Così come progettato dal Miličević, il nuovo palazzo sorge laddove prima si trovavano l'antica sede medievale della dogana, vari magazzini, un collettore di acqua piovana e varie botteghe.
Il palazzo, di pianta rettangolare, presenta un ampio loggiato sulla facciata principale e un cortile interno, anch'esso porticato. Il loggiato e le sculture ornamentali sono opera dei fratelli Andrijić di Curzola e di altri scalpellini meno conosciuti. Un'iscrizione latina è posta a garanzia dell'accuratezza dei pesi delle bilance utilizzate negli uffici del palazzo:

## Galleria d'immagini

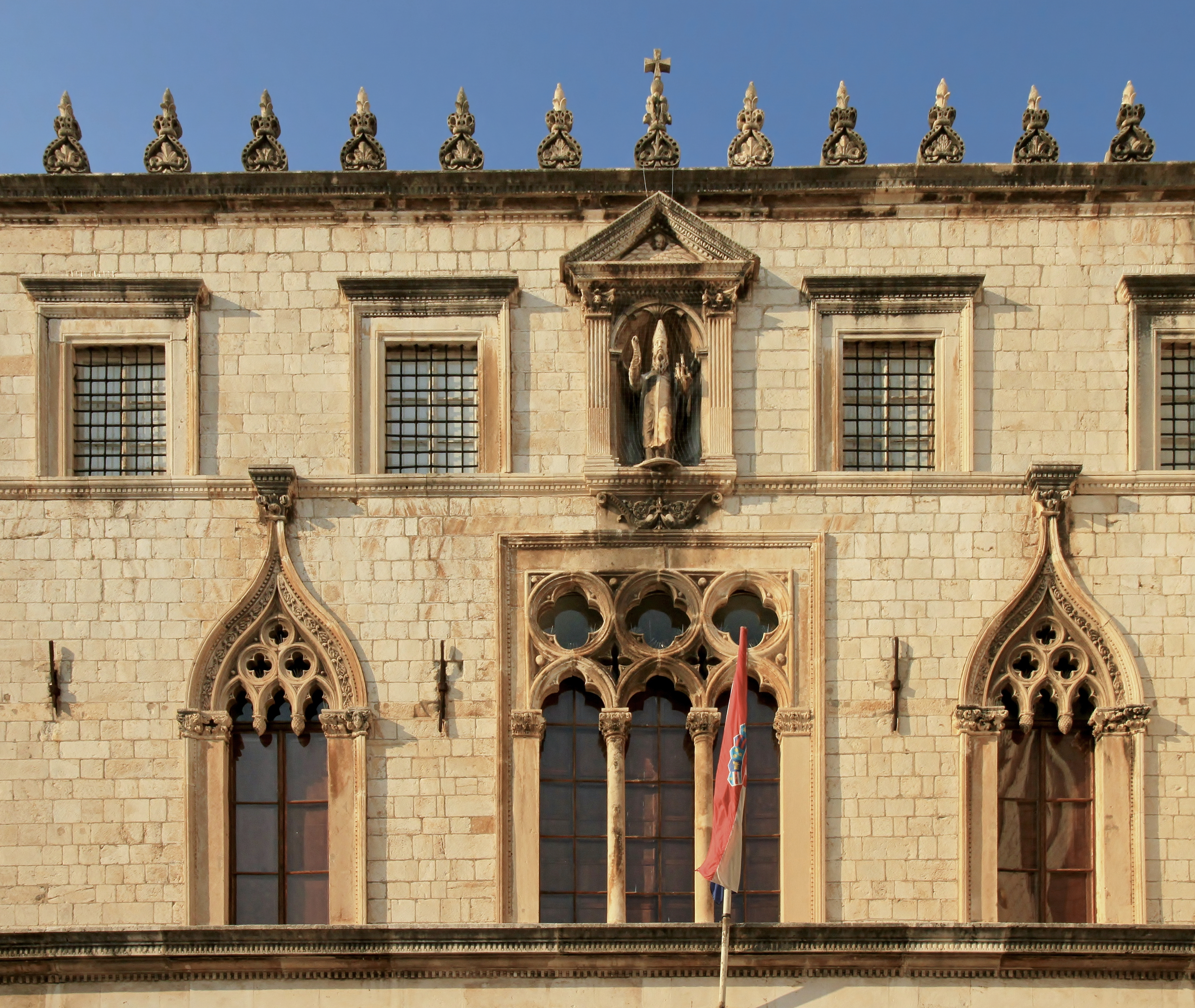
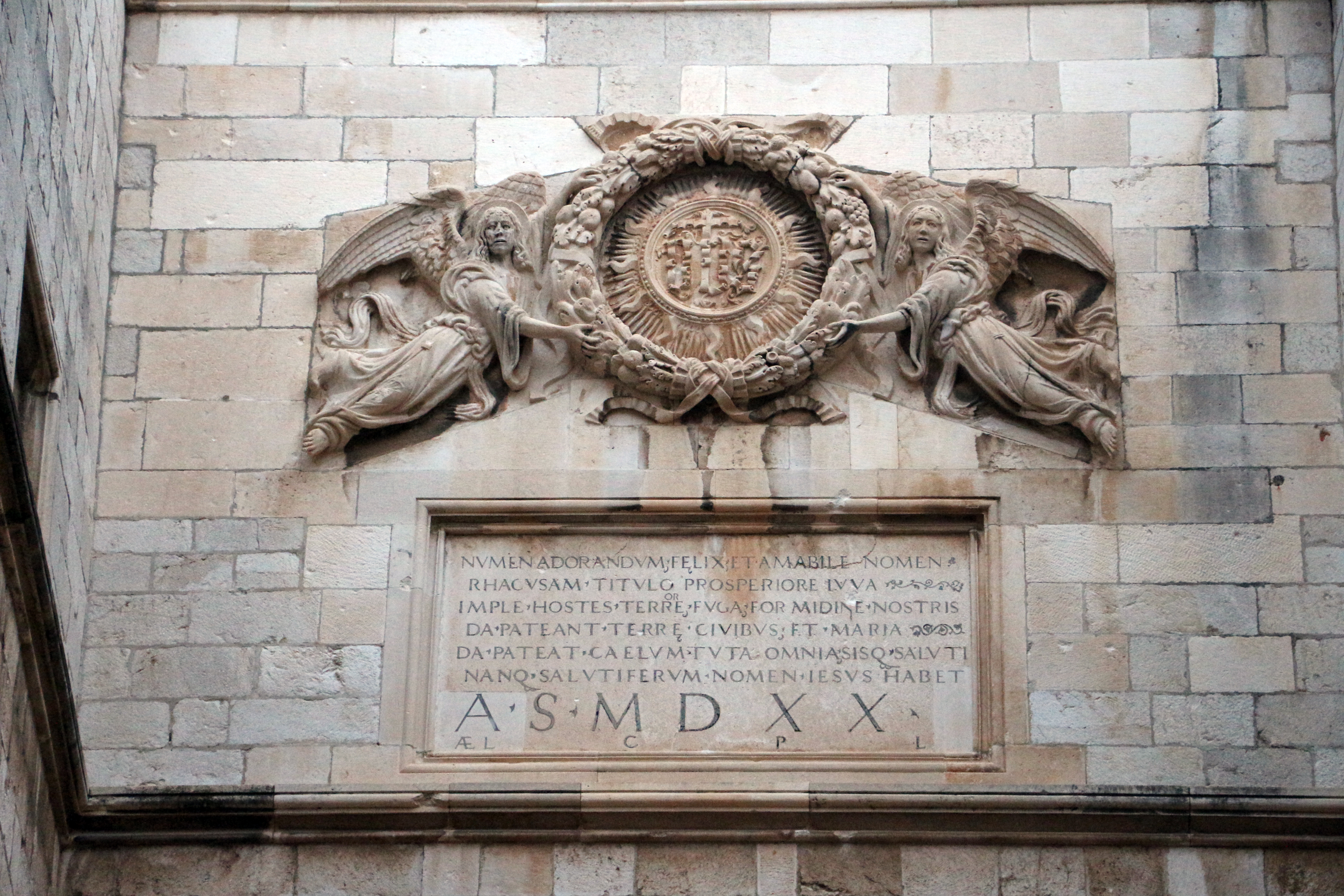
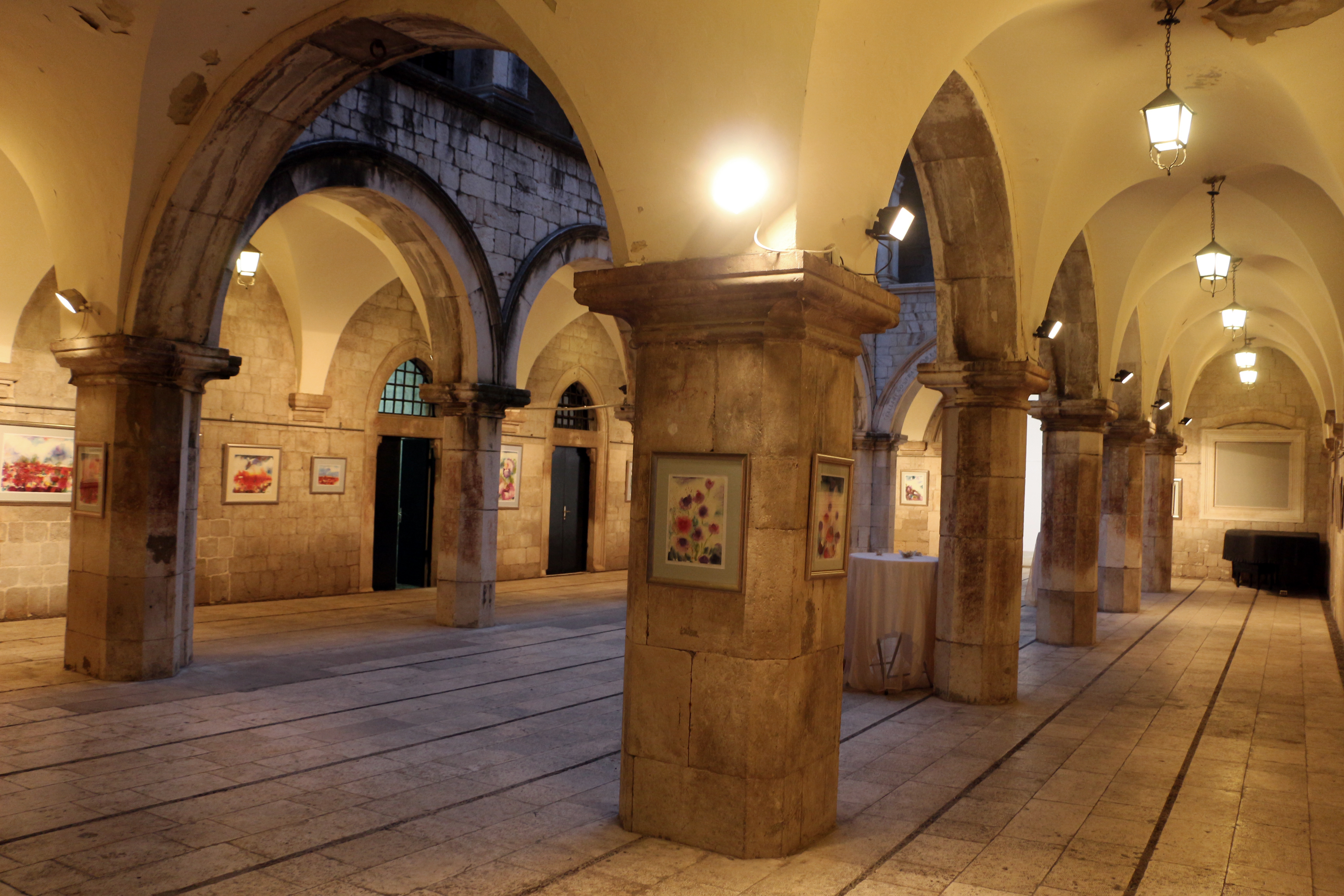